# Чудотворна ікона Христа Спасителя

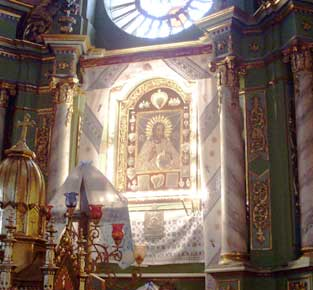
Ікона Спасителя намальована на дереві, покрита срібною бляхою так, що тільки лице і руки є видимими.

Чудотворна Ікона Христа Спасителя — одна з найшанованіших греко-католицькою церквою. Зберігається в селі Туринка Жовківського р-ну, Львівської обл.

## Опис
ікона Спасителя намальвана на дереві. Має срібні шати із позолоченими квітами. Її прикрашають численні воти.

## Історія
20 січня 1753 року Олексій П'ясецький збудував у селі Туринка тимчасову церкву, плануючи збудувати в майбутньому нову муровану. До церкви він привіз чудотворний образ Христа, який за даними церковних актів знаходився раніше в Стрілиськах (Бібрський повіт), в Василіанському монастирі.
Коли монастир було зачинено, ігумен подарував ікону міщанинові, який проживав там. Відтоді на іконі, згідно з переказом, почало з'являтись світло. За порадою Григорія Бобчинського, священика що мав парафію у Стрілиськах, ікону було перенесено до сільської церкви. Світло на іконі з'являлось і в церкві, його бачив також князь Яблоновський, воєвода брацлавський, який помістив на іконі срібне серце. Невдовзі слава про ікону поширилась по всій Галичині.
Про ікону дізнався парох туринецької церкви Олексій П'ясецький. Будучи важкохворим, він пообіцяв: якщо зцілиться від недуги, докладе всіх зусиль, щоб перенести її із Стрілиськ до Туринки. Після одужання Олексій П'ясецький виконав свою обіцянку. Отець П'ясецький домігся від церковної влади права перенести образ. Ікону до Туринки було перенесено 2 липня 1766 року з великими урочистостями. Коли і в Туринківській церкві на іконі почало з'являтись світло Олексій П'ясецький призначив відпуст для туринецької церкви (1765) і заснував церковне брацтво головою якого був князь Михайло Ридзівілл, віленський воєвода. Слава туринецької ікони притягувала побожних прочан. Священник О. П'ясецький заклав фундамент під муровану церкву. Зупинене через смерть П'ясецького (1799 року) будівництво закінчив др. Петро Крауснекер, лікар зі Львова, власник Туринки. Церкву освячено в 1837 році на честь Св. Параскевії. На іконі знаходяться численні дари (між ними від Льва Шептицького, архієпископа львівського; від міста Жовкви; від жовківських домініканів; від М. Тхужевської, хорунжої ленчицької і т. д.).
За часів радянської влади, у 1946 р. церква Святої Параскеви перейшла до РПЦ, а з 1953 р. була закрита. Щоб не втратити чудотворної ікони Христа−Спасителя, парафіяни прикрили її іншою іконою. Вдалося зберегти також срібний хрест із частинкою Хреста Господнього, який було перевезено з Риму 13 жовтня 1774року. Вціліла також книга свідчень оздоровлень за посередництвом чудотворної ікони Христа-Спасителя. Таких записів на 1892 р. нараховувалося 74. Перший запис датується 1766 р. Важкохворий чоловік із Жовкви Степан Бачинський, помираючи, забажав помолитися перед чудотворною іконою Христа−Спасителя. І хоч він був давно прикутий до ліжка недугою, та через півгодини, від висловленого ним бажання, встав і пішов до Туринки.

## Значимість
Ікона зберігається в церкві Прееподобної Параскеви вже 250 років. Святійший Отець Папа Римський Климентій XIV надав відпусти на празник Пресвятої Євхаристії, верховних Апостолів Петра й Павла, Преображення Господнього, Успення Пресвятої Богородиці, Воздвиження Чесного Животворящого Христа, великомучениці Параскеви, які правляться у церкві щорічно.
Перш за все ікона є покровом Туринківської громади та всіх церковних прихожан. Кожен охочий може прийти до церкви, помолитись та попросити в ікони захисту щонеділі під час відправи.